# گوندوغدی (بستان‌آباد)
گوندوغدی یکی از روستاهای استان آذربایجان شرقی است که در دهستان سهندآباد بخش تیکمه‌داش شهرستان بستان‌آباد واقع شده‌است.این روستا ۱۸۹ نفر جمعیت دارد.